# Liste der südafrikanischen Botschafter in Russland

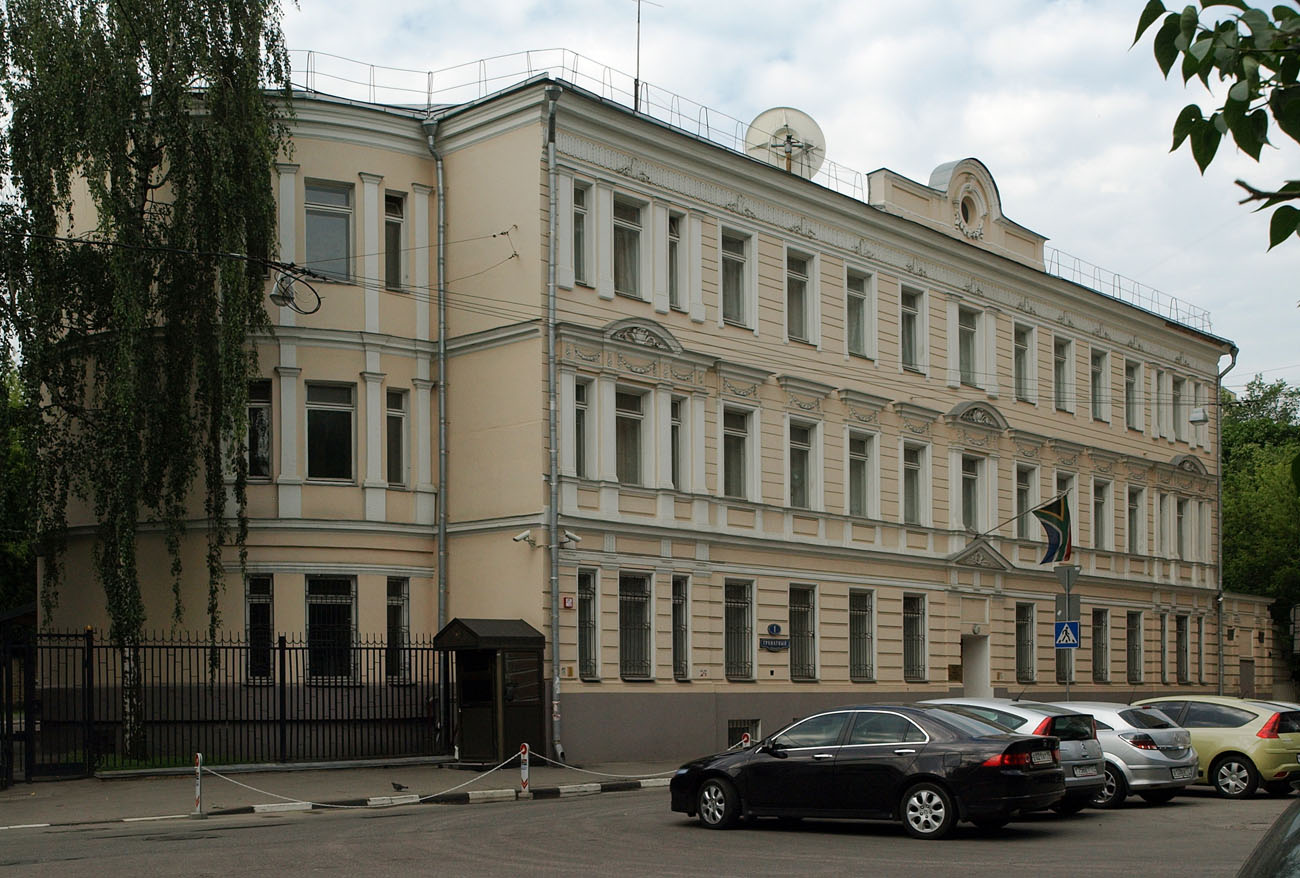
Die Botschaft befindet sich in Moskau.

Der Botschafter in Moskau ist regelmäßig auch in Minsk akkreditiert.

## Geschichte
Erster Botschafter Südafrikas in Moskau war David Ivon Jones. Dieser beteiligte sich an der Gründung der South Africa Communist Party.
Am 1. Februar 1956 wies die südafrikanische Regierung den sowjetischen Generalkonsul in Pretoria Alexei Chripunov sowie den sowjetischen Konsul in Kapstadt Dozhdalev aus.
Das South African Interests Office befand sich in einem Flügel des Gebäudes der Botschaft der Schutzmacht Österreich. Im September 1991 wurden konsularische Beziehungen aufgenommen. Im Februar 1992 unternahm der russischen Außenminister Andrei Wladimirowitsch Kosyrew seinen ersten Staatsbesuch nach Pretoria und die jeweiligen Interessenvertretungen wurden zu Botschaften aufgewertet.
| Ernannt      | Botschafter                     | Bemerkungen                                                                     | Staatspräsident von Südafrika | Regierung von Russland         | Posten verlassen |
| ------------ | ------------------------------- | ------------------------------------------------------------------------------- | ----------------------------- | ------------------------------ | ---------------- |
| Nov. 1920    | David Ivon Jones                | (* 1883 in Aberystwyth; † 13. April 1924)                                       | Jan Christiaan Smuts          | Alexei Iwanowitsch Rykow       | 13. Apr. 1924    |
| Feb. 1992    | Gerrit Olivier                  | Ab 1991 als Vertreter Südafrikas in Russland, 1992 als Botschafter akkreditiert | Frederik Willem de Klerk      | Boris Nikolajewitsch Jelzin    | 1996             |
| 2001         | Mochubela Jacob Seekoe          | 6. Dezember 2001 in Minsk akkreditiert.                                         | Thabo Mbeki                   | Wladimir Wladimirowitsch Putin | 8. Nov. 2005     |
| 8. Nov. 2005 | Bheki Winston Joshua Langa      |                                                                                 | Thabo Mbeki                   | Wladimir Wladimirowitsch Putin | 2010             |
| Okt. 2010    | Mandisi Bongani Mabuchi Mpahlua |                                                                                 | Jacob Zuma                    | Dmitri Anatoljewitsch Medwedew |                  |